# Ustou
Ustou település Franciaországban, Ariège megyében. Lakosainak száma 259 fő (2022. január 1.). Ustou Aulus-les-Bains, Couflens, Ercé, Oust, Seix és Lladorre községekkel határos.

## Népesség
A település népessége az elmúlt években az alábbi módon változott:
| Lakosok száma | 502  | 520  | 351  | 359  | 318  | 314  | 301  | 272  | 268  | 259  |
|               | 1968 | 1982 | 1990 | 2006 | 2013 | 2015 | 2017 | 2019 | 2020 | 2022 |